# Maxx Crosby
Pour les articles homonymes, voir Crosby.
(en) Statistiques sur pro-football-reference
Maxx Robert Crosby, né le 22 août 1997 à Colleyville, est un joueur américain de football américain. Il joue defensive end en National Football League (NFL).